# Центрально-Удмуртская низменность
Центра́льно-Удму́ртская ни́зменность (Центрально-Удмуртская депрессия) — низменность, пересекающая территорию Удмуртии широтно по полосе Кильмезь — Люк-Шудья — Кварса.
Ширина низменности составляет 15-20 км. На западе соединяется с Кильмезской низменностью. Отделяет Тыловайскую возвышенность на севере от Можгинской и Сарапульской на юге. Основная терраса рельефа находится на абсолютных отметках 150—170 м. Восточная часть приподнята до 200 м.
Низменность дренируется правыми притоками реки Вала — Пижилом, Ингой, Какможем, средним течением Увы, верховьями рек Нылга, Иж и Вотка. Средняя глубина вреза рек около 60 м. В основе низменности залегают породы татарского яруса, перекрытые тонким (от 1,5 до 5 м) пластом четвертичных эоловых отложений. В ландшафте преобладают хвойно-широколиственные леса.
Доля агроландшафтов не превышает 20 % от площади естественных. Отмечается повышенная заболоченность территории, присуща не только речным долинам, но и водоразделам.